# Puerto Rico (Gran Canaria)
Puerto Rico es una localidad turística española ubicada en la costa del municipio de Mogán, en el suroeste de la isla de Gran Canaria, comunidad autónoma de Canarias. En 2020 tenía una población total de 20.487 habitantes, y se extiende por tres valles o barrancos paralelos que desembocan en el Océano Atlántico; de este a oeste, Agua de la Perra, Puerto Rico y Amadores.

## Historia
Puerto Rico fue creado en los años 60 como una urbanización turística cuyo principal aliciente era la primera playa artificial de la isla al abrigo de un puerto deportivo, tomando el nombre de la promotora, que decidió aprovechar las excepcionales condiciones del microclima local, considerado el mejor de Europa y entre los mejores del mundo por su temperatura y humedad estables, así como por la protección contra los constantes vientos típicos de la isla que brinda la orografía circundante.
Esta urbanización turística, diseñada por el arquitecto Manuel Rosa Suárez e inaugurada en 1972, es la de mayor oferta alojativa en Mogán, con 11.311 plazas hoteleras y extrahoteleras y una ocupación media superior a ocho días (2019).

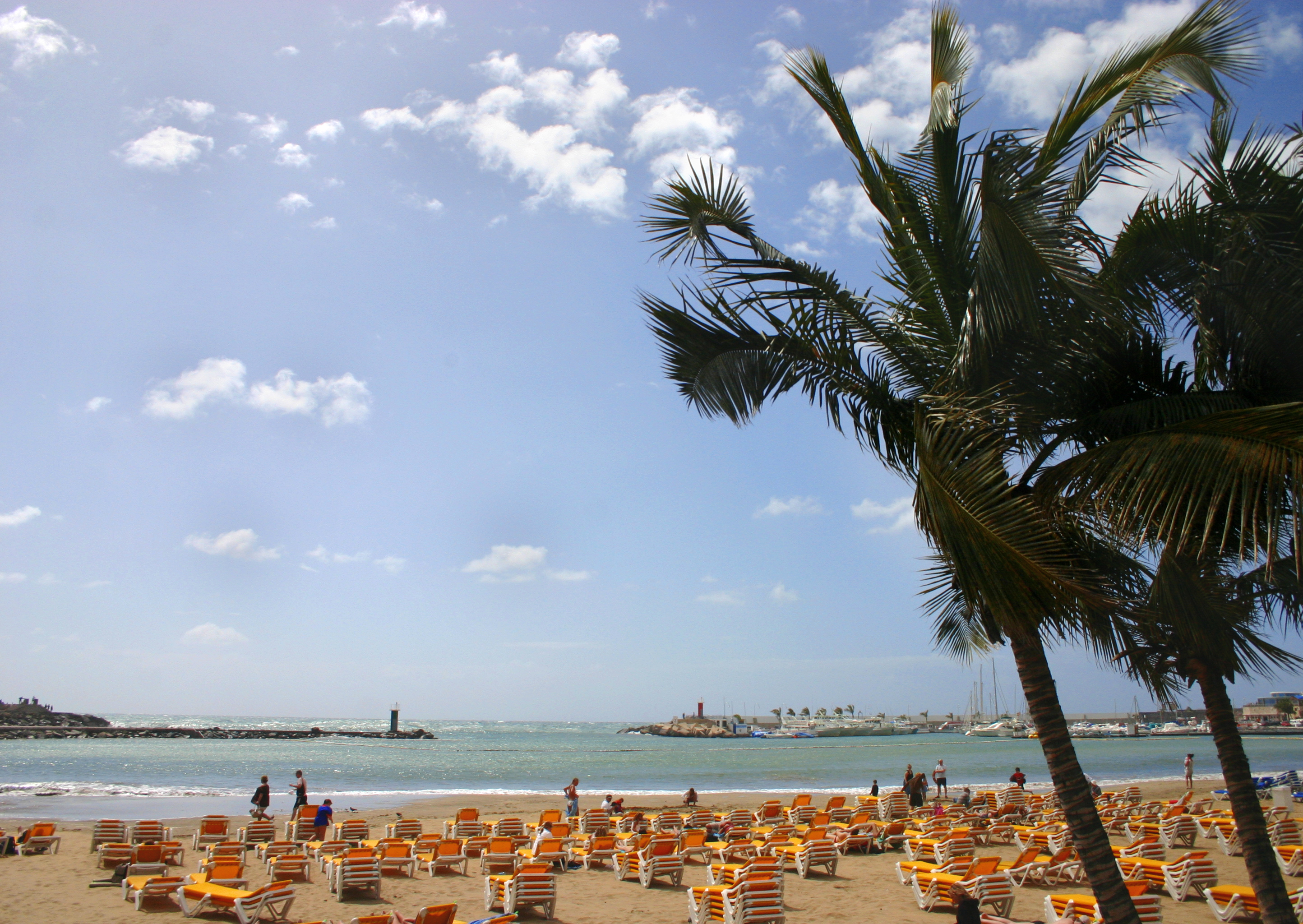
Playa de Puerto Rico.

La mayor parte de los edificios corresponden a apartamentos turísticos erigidos según una peculiar configuración "colgada" de las laderas de los valles. En comparación con otras urbanizaciones turísticas construidas a finales de los 60 y los 70, Puerto Rico conserva un aspecto más armónico y planificado, y con un menor crecimiento en altura sobre rasante. Sin embargo, determinadas instalaciones y zonas públicas acusan el paso de los años, por lo que actualmente se está tramitando el Plan de Modernización de Costa Mogán cuyas actuaciones se centran en mejorar los espacios públicos, la planta hotelera y los accesos desde la playa a las calles, pudiéndose observar ya la presencia de zonas verdes y ajardinadas que contrastan con el azul turquesa del mar. Esta urbanización turística del sur de la isla dispone de parques, paseos, centros comerciales y numerosas instalaciones de ocio y deporte.

## Población
Este lugar de Gran Canaria recibe turistas de todas las procedencias, la mayoría europeos, y es destacable la gran comunidad de noruegos establecida en Puerto Rico. La comunidad noruega cuenta con un colegio, un centro de salud y un club donde se realizan charlas, conferencias y demás actividades en conjunto con la ciudadanía local del municipio de Mogán. El intercambio de conocimientos hace de Puerto Rico un lugar donde se mezcla lo residencial con la oferta turística. Fue creada en 1960 es una de las playas más visitadas de Gran Canaria después de las Canteras.

## Clima
Puerto Rico es de las localidades más soleadas de la isla. La urbanización turística está protegida de los vientos alisios por las cumbres de la isla, lo que hace que el mar esté siempre tranquilo. Además, posee una temperatura media de 25 °C con casi ausencia de nubosidad y precipitaciones.

## Playa y Puerto Deportivo
Esta urbanización turística cuenta con una playa artificial y un puerto deportivo. La playa, de 284 metros de longitud, es de arena rubia y se caracteriza por sus aguas tranquilas. Dispone de numerosos servicios de restauración, aseos, alquiler de hamacas y sombrillas y de actividades náuticas. Creada en 1960, es una de las playas más visitadas de Gran Canaria después de Las Canteras.
El puerto deportivo, por su parte, dispone de dos dársenas: la Este o "Puerto Base" y la Oeste o "Puerto de Escala". Esta marina cuenta con 526 puntos de atraque y puede albergar embarcaciones de entre 6 y 60 metros de eslora.
En Puerto Rico tienen su base las compañías de transporte marítimo Líneas Salmón (Puerto Escala) y Líneas Blue Bird (Puerto Base), que conectan regularmente con otros puertos de la costa de Mogán y ofrecen excursiones a turistas y residentes.

## Deportes y atractivos turísticos
Gracias a sus aguas tranquilas y al buen tiempo reinante, los deportes náuticos son practicables durante todo el año y aportan al lugar el prestigio deportivo que ha ido adquiriendo con el paso del tiempo. El Campeonato de Pesca de Altura de Puerto Rico es el más antiguo de las islas. Se promueve con este evento la pesca responsable y el régimen de Captura y Suelta. Es también el primero en disponer del reconocimiento de la IGFA (International Game Fishing Asotiation), suponiendo un evento de interés internacional. El campeonato atrae a barcos y pescadores, no sólo del archipiélago, sino a aficionados de otros países que se desplazan a Puerto Rico los días de concurso a fin de poder participar en el mismo.
Otro de los grandes alicientes que ofrece el mar de Puerto Rico son los avistamientos de cetáceos. De las 87 especies de cetáceos que existen en el mundo 29 están en Puerto Rico. La Red Natura 2000 lo considera como uno de los lugares con mayor valor ecológico de Europa. Además del mular se pueden observar fácilmente delfines comunes, delfines listados y moteados.

## Comunicaciones
Puerto Rico está comunicado con el resto de la costa sur, este y noreste de la isla (incluyendo el aeropuerto -a 47 km- y la capital, Las Palmas de Gran Canaria -a 70 km-) mediante la autopista GC-1. Su penúltimo tramo (Arguineguín - Puerto Rico) fue inaugurado en 2004 poniendo fin al problema de tráfico que suponía el acceso por la antigua carretera nacional. Dicha autopista ya continúa hasta el Puerto de Mogán, con el último tramo inaugurado en el año 2013, dentro del proyecto general de circunvalar toda la isla con una red de transporte de alta capacidad.